# Oleh Taran
Oleh Anatolijovyč Taran, noto anche con il nome sovietico Oleg Taran (in ucraino Олег Анатолійович Таран?, angl. Oleh Anatolyevich Taran; Ordjonikidze, 11 gennaio 1960), è un allenatore di calcio ed ex calciatore ucraino, fino al 1991 sovietico, di ruolo attaccante.

## Carriera

### Calciatore
Cresciuto nella Dinamo Kiev nel 1980 si trasferisce ad Odessa, dove trascorre i due successivi prima in Vysšaja Liga con il Čornomorec' poi in Pervaja Liga con lo SKA, società con la quale sigla 20 reti in 43 giornate di campionato. Nel 1982 viaggia verso Mosca sponda CSKA, prima di trasferirsi a Dnepropetrovsk. È uno dei protagonisti della stagione 1983, quando il Dnepr decide di scrivere la storia: le reti di Taran, decisive contro Zenit (1-0), Šachtar (doppietta nel 3-2), Nistru Chișinău (doppietta nel 6-0), Torpedo Kutaisi (doppietta nel 2-3), Dinamo Kiev (2-1) e Spartak Mosca (4-2), contro la quale mette a segno la sua unica tripletta stagionale. Queste prestazioni gli valgono il premio come calciatore ucraino dell'anno e a fine stagione il Dnepr vince il suo primo campionato sovietico. La supercoppa sovietica è persa 3-2 contro lo Šachtar. Taran si fa notare tra i marcatori nel 1985, siglando 13 marcature. Negli anni seguenti vince la prima Coppa delle federazioni sovietiche nel 1986 contro lo Zenit (2-0), conquistando il campionato sovietico del 1988 e la Supercoppa sovietica nello stesso anno (3-1 sul Metalist), che sarà anche l'ultima edizione della competizione. Nella squadra che vince il torneo del 1988 Taran non è più titolare, decidendo di lasciare il Dnepr a fine stagione. Nel gennaio del 1989 passa al Metalurh Zaporižžja, in seconda serie, ritrovando la sua vena realizzativa (16 gol in 40 incontri). Nell'estate del 1990 va in Marocco al Wydad Casablanca: rimane nel paese africano fino al gennaio del 1991 quando passa all'Hapoel Tsafririm Holon, club israeliano. Nell'estate del 1991 ritorna in patria tra le file del Metalurh Zaporižžja. Nel 1992 vive una breve esperienza con una società svedese di Division 2, prima di ritornare a Zaporižžja. Nel 1992 viene acquistato dall'Eltingen, squadra dilettantistica tedesca. Chiude la sua carriera professionistica a Dnipropetrovsk, nel 1995.

### Allenatore
Nel 1997 comincia la sua carriera da allenatore alla guida del Kryvbas, squadra di prima divisione ucraina. Alla sua prima stagione il Kryvbas chiude al nono posto il campionato ucraino ed esce al primo turno eliminatorio di Coppa (2-1) contro il Mukachevo. In Coppa il Kryvbas elimina MFC Mykolaiv (3-3), Karpaty (2-2), Vorskla (2-1) uscendo in semifinale contro la Dinamo Kiev, che vincerà il torneo, con un doppio 4-2. Nella Vyšča Liha 1998-1999 Taran porta il Kryvbas fino al terzo posto in campionato concludendo dietro a Dinamo Kiev e Shakhtar Donetsk. Nella Coppa ucraina la squadra di Taran esclude solo il Mykolaiv (1-5) prima di farsi estromettere dallo Shakhtar Donetsk per 2-1. L'anno seguente conclude il campionato in terza posizione, sempre dietro a Dinamo Kiev e Shakhtar. Nella Coppa nazionale il Kryvbas sconfigge Oleksandrija (0-1), Metalurh Donec'k (2-3), CSKA Kiev (1-0) e  Zirka Kirovohrad (2-1) raggiungendo la finale dove la Dinamo Kiev vince 1-0. In Coppa UEFA gli ucraini eliminano nettamente lo Shamkir (5-0) uscendo al primo turno contro il Parma (6-2). Nella stagione 2000-2001 Taran finisce all'undicesimo posto il campionato nazionale, uscendo ai quarti di finale della Coppa d'Ucraina (5-1 contro lo Shakhtar, dopo aver eliminato Bukovyna Chernivtsi 0-1 e Metalist Charkiv 0-2) e uscendo al primo turno nella Coppa UEFA (0-6 contro il Nantes.
Dopo cinque stagioni al Kryvbas Taran allena il Metalurh Zaporižžja nella stagione 2001-2002 prima di trasferirsi per un breve periodo alla guida dello Slovan Bratislava nel 2003. Dal 2007 al 2009 è nuovamente il tecnico del Kryvbas, società alla quale fa ritorno anche nella stagione 2012-2013.

## Palmarès

### Giocatore

#### Club
- Vysšaja Liga: 2

Dnepr: 1983, 1988
- Kubok Federacii SSSR: 1

Dnepr: 1986
- Superkubok SSSR: 1

Dnepr: 1988

#### Individuale
- Calciatore ucraino dell'anno: 1

1983